# Грег Лейк
Грег Лейк (англ. Gregory Stuart "Greg" Lake; 10 листопада 1947 — 7 грудня 2016, Пул, Велика Британія) — англійський басист, гітарист, вокаліст, автор пісень та продюсер. Один із засновників гуртів King Crimson та Emerson, Lake & Palmer.

## Біографія
Грег почав грати на гітарі ще у віці 12 років, що дало йому змогу заробляти невеликі гроші, виступаючи у місцевому салоні бінго. У 15 років Грег вступив до коледжу, де збирався опанувати професію та розпочати кар'єру кресляра, але через два роки був заангажований повноправним учасником спочатку до гурту Shame, а пізніше — The Gods.
1968 року він познайомився з Робертом Фріппом та Майклом Джайлзом, які вже багато чули про талант молодого музиканта. Зацікавившись характерними барвами його вокалу, вони запропонували Грегу приєднатися до гурту King Crimson і вже влітку 1969 року Лейк виступив разом із гуртом під час безплатного концерту Rolling Stones. Великий розголос та рівень цього концерту одразу забезпечили King Crimson популярність. Проте під час студійної сесії до другого альбому гурту In the Wake of Poseidon Лейк залишив King Crimson, щоб стати частиною тріо Emerson, Lake & Palmer (ELP).
Кейт Емерсон, Грег Лейк та Карл Палмер дебютували перед публікою 1970 року під час фестивалю на острові Вайт і надалі завдяки своєму професіоналізму здобули репутацію одних із найтехнічніших музикантів 1970-х років. Тріо також створило власну фонографічну фірму Marticore, однак, незважаючи на чималий комерційний успіх, 1974 року воно припинило спільну діяльність.
Після розпаду тріо на музичний ринок Грег Лейк повернувся на Різдво 1975 року, видавши один із найпопулярніших різдвяних синглів I Believe in Father Christmas, написаний у співавторстві з Пітером Сінфілдом. Ця пісня була витримана у традиціях ELP, згідно з якими у творах використовувалися фрагменти класичної музики — цього разу це був фрагмент «Тройка» із сюїти «Поручик Кіже» Сергія Прокоф'єва. Сингл піднявся до 2-го місця британського чарту і користувався такою великою популярністю, що його довелося перевидати 1982 та 1983 років.
1977 року Лейк продовжив співпрацю із Сінфілдом, унаслідок чого з'явилися твори з блюзовим забарвленням, які потрапили до альбомів Works Volume 1 та Works Volume 2 відродженого тріо Emerson, Lake & Palmer. Після видання цих платівок музиканти вирушили у велике турне, під час якого їх супроводжував симфонічний оркестр. 1980 року шляхи учасників ELP знову розійшлися, і наступного року Лейк видав свій перший сольний лонгплей, який піднявся до 62-го місця британського та американського чартів. Також Грег утворив власний гурт The Greg Lake Band, який, щоправда, проіснував лише з червня 1981-го до квітня 1982 року і до складу якого ввійшли: Гері Мур (Gary Moore) — гітара; Томмі Айр (Tommy Eyre) — клавішні; Трістрем Маргеттс (Tristram Margetts) — бас та Тед Маккенна (Ted McKenna) — ударні. Один із концертів цієї формації був записаний на замовлення однією з американських радіостанцій і з часом з'явився на компакт-диску.
Друга сольна платівка Лейка «Manoeuvres» була видана 1983 року фірмою «Chrysalis», але, попри непоганий творчий рівень, зазнала серйозної поразки. 1983 року Лейк змінив у гурті Asia Джона Веттона, однак його зв'язок з цим гуртом виявився недовгим. 1984 року він відновив свою співпрацю з Емерсоном, приєднавшись до тріо Emerson, Lake & Powell (з колишнім ударником Rainbow та Whitesnake Козі Павеллом). Музиканти разом записали 1986 року альбом «Emerson, Lake & Power», однак із виходом 1987 року Павелла тріо завершило свою діяльність.
1992 року після багатьох спроб все ж було вдруге відроджено в оригінальному складі ELP, яке записало вдалий альбом «Black Moon». Після промоційного турне, яке відбивав лонгплей «Live At The Royal Albery Hall», тріо запропонувало черговий студійний альбом «In The Hot Seat», який, на жаль, виявився слабшим за попередній.

## Дискографія
- 1981: Greg Lake[en]
- 1983: Manoeuvres[en]
- 1995: King Biscuit Flower Hour Presents Greg Lake In Concert 1981